# Брезницький потік (притока Грону)
Брезницький потік (словац. Breznický potok) — річка; права притока Грону, протікає  в округах  Зволен і Ж'яр-над-Гроном.
Довжина приблизно 10,5—11,0 км. Витік знаходиться в масиві Флоховський хребет — на висоті приблизно 800 метрів.
Протікає територією сіл Желєзна Брезніца і Гронська Дубрава.. Впадає у Грон на висоті приблизно 263-265 метрів.